# Heratmatta

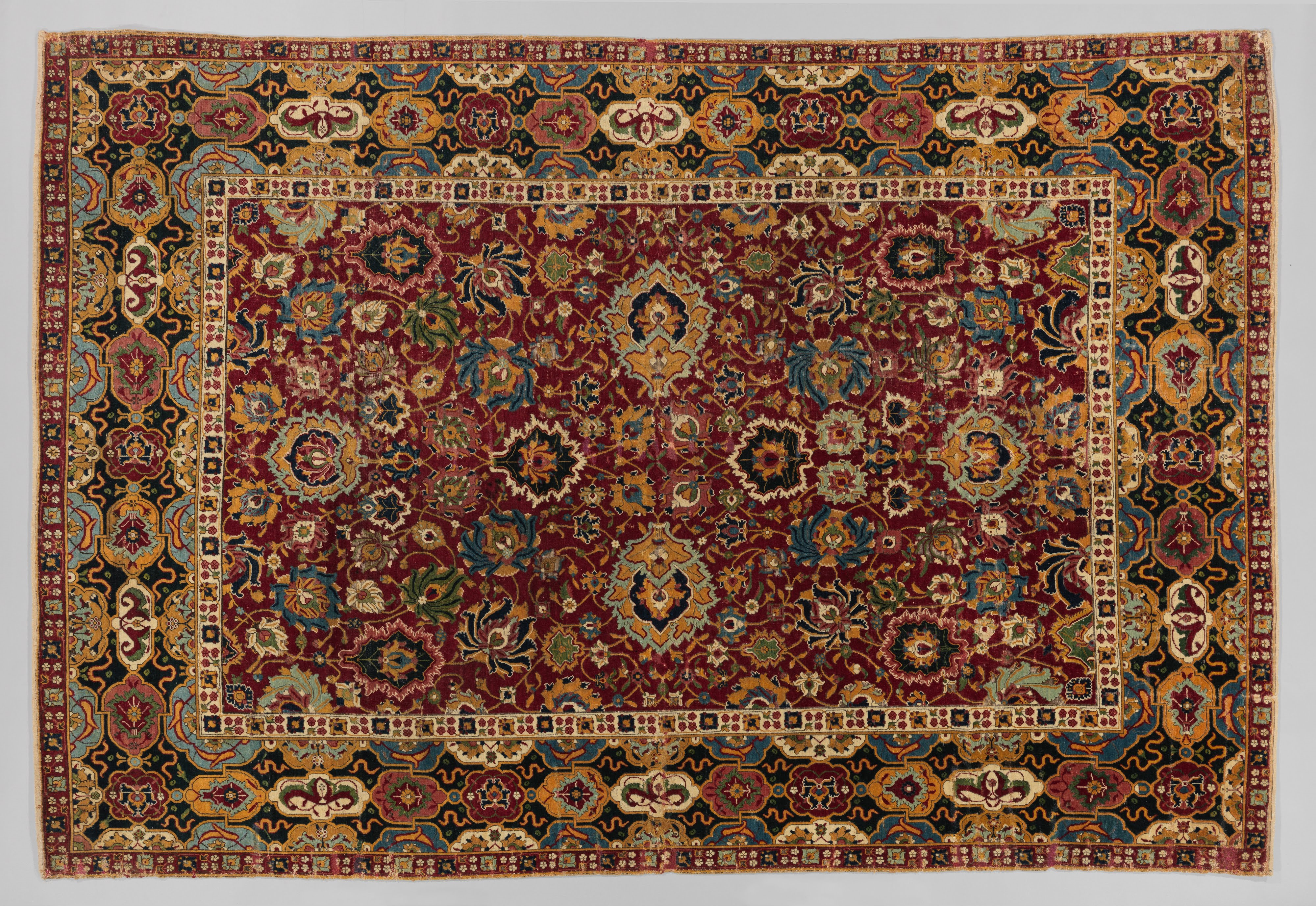
En heratmatta.

Herātmattor är handvävda mattor som tros ha vävts i Herāt, dåvarande Timuridernas huvudstad, från 1400-talet och framåt. De klassiska Herāt-mattorna tillverkades på 1500- och tidigt 1600-tal och är kända för sin kombination av en vinröd botten och en kant av klar smaragdgrön med inslag av ljusgul.